# Площадь согласия (группа)
Площадь согласия — российская рок-группа, созданная в 1986 году в Таганроге Сергеем Аристовым. Одна из наиболее значимых рок-групп донского рока 80-90-х годов.

## История группы
Создана в октябре 1986 года в Таганроге музыкантом и поэтом Сергеем Аристовым, приехавшим в Таганрог из Новороссийска для учёбы в местном Радиотехническом институте. Изначально в музыкальном плане группа была ориентирована на бард-рок. Автор всех песен и музыки — Сергей Аристов. Первое публичное выступление состоялось на таганрогском фестивале «Рок-суббота», где группа получила призы «За лучший текст» и «Открытие фестиваля». Первоначальный состав группы: Сергей Аристов — гитара, вокал, Игорь Кудлаев — бас-гитара, Вадим Усенко — фортепиано, Михаил Ковтун — баян, бонги. В записи магнитоальбомов и отдельных концертных выступлениях принимали участие Олег «Диф» Корниенко (1964—2017), Руслан Ясаев, Сергей «Сеня» Песецкий, Дмитрий «Митреич» Калашин.
Снимаемая Сергеем Аристовым квартира в Никольской балке на Богудонии, именуемая «Касьян-House», была штабом группы, в котором проходили репетиции, записывались магнитоальбомы, проводились квартирники как группы, так и приезжающих в Таганрог музыкантов.
Альбом «Маленькие деревянные человечки» был отрецензирован в проекте «Музыкальный эпистолярий» Александра Житинского (ленинградский журнал «Аврора»).
Группа принимала участие в фестивалях «Рок-707» (Ростов-на-Дону, 1988), «Закрытая зона» (Ростов-на-Дону, 1989), «Таган-Рок» (Таганрог, 1988) и мн. др.
Периодически группу упрекали в подражании «Аквариуму» Бориса Гребенщикова, с чем Аристов категорически не соглашался. Известный ленинградский рок-журналист Александр Старцев также в одном из интервью отметил: «... упрёки их в „аквариумизме“ считаю абсолютно беспочвенными. Источники вдохновения у них совершенно иные, чем у БГ».
В 1994 году группа прекратила своё существование, а Сергей Аристов продолжал свою концертную деятельность в формате «unplugged».

## Дискография
- 1987 — «Сказание о ловце жемчуга» (магнитоальбом).[1][2]
- 1988 — «Записки дилетанта» (магнитоальбом).[1]
- 1990 — «Маленькие деревянные человечки» (магнитоальбом).[6][14]
- 1992 — «Петелька» (магнитоальбом / Сергей Аристов, студия «Касьян-House»).[7]